# Кинешемский округ
Кинеше́мский округ — административно-территориальная единица Ивановской Промышленной области, существовавшая в 1929—1930 годах.
Кинешемский округ был образован в 1929 году. Центром округа был назначен город Кинешма.
Округ был разделён на 6 районов:
- Вичугский
- Кинешемский
- Макарьевский
- Пучежский
- Семёновский
- Юрьевецкий

30 июля 1930 Кинешемский округ, как и большинство остальных округов СССР, был упразднён. Его районы отошли в прямое подчинение Ивановской Промышленной области.